# Нерсесян, Рачия Нерсесович

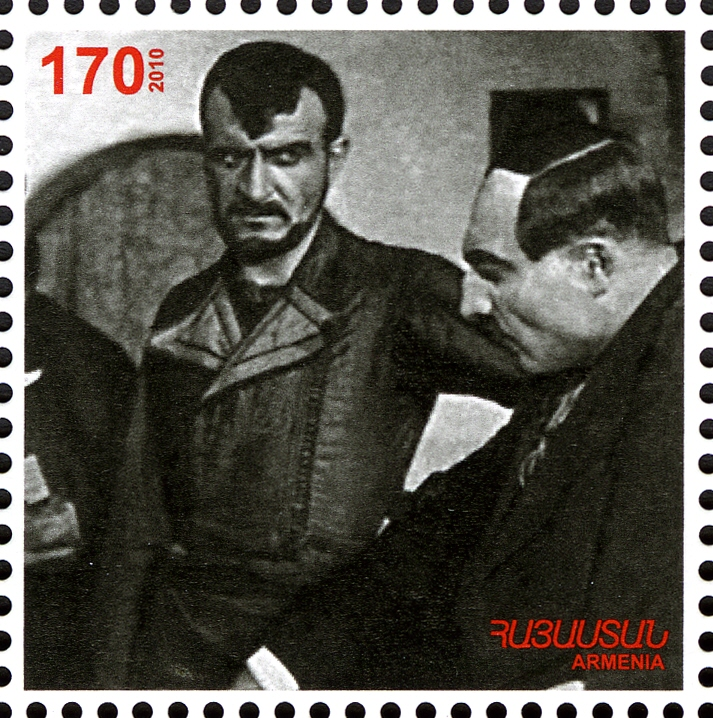
Почтовая марка Армении (2011)

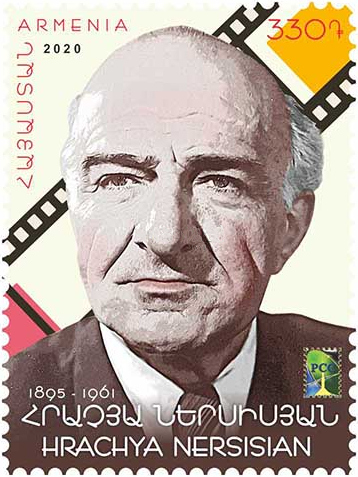
Почтовая марка Армении (2020)

Ра́чия (Гра́чья) Нерсе́сович Нерсеся́н (арм. Հրաչյա Ներսեսի Ներսիսյան; 12 [24] ноября 1895, Измит, Айдын — 6 ноября 1961, Ереван) — советский, армянский актёр театра и кино. Народный артист СССР (1956).

## Биография
Рачия Нерсесян (по другим источникам настоящая фамилия — Кечечян или Ачемян) родился 12 (24) ноября 1895 год в городе Никомедия (ныне — Измит, Турция) в семье ремесленника.
Учился во французском и американском колледжах, в армянском училище в Константинополе.
С 1915 года начал участвовать в спектаклях армянских драматических трупп и оперетты в Турции. В 1918 году стал актёром Константинопольского армянского драматического общества. Во время работы творчество испытало воздействие искусства А. Антуана, О. М. Люнье-По, а также западноевропейской трагедийной школы и одновременно венской оперетты.
В 1922 году с группой актёров (В. Папазян, М. Джанан и др.) переехал в СССР. Выступал в Батуми в «Железном театре».
С 1923 года — актёр 1-го Государственного театра Армении (ныне Армянский театр имени Г. М. Сундукяна) в Ереване.
Обладал способностью к острой сценической реакции, импровизационной лёгкости, огромным актёрским обаянием.
С 1920-х годов снимался в кино (начинал в турецких фильмах). Зарекомендовал себя как мастер, передающий богатство внутреннего мира своих героев посредством лаконичных внешних выразительных средств.
Умер 6 ноября 1961 года в Ереване. Похоронен в пантеоне парка имени Комитаса.

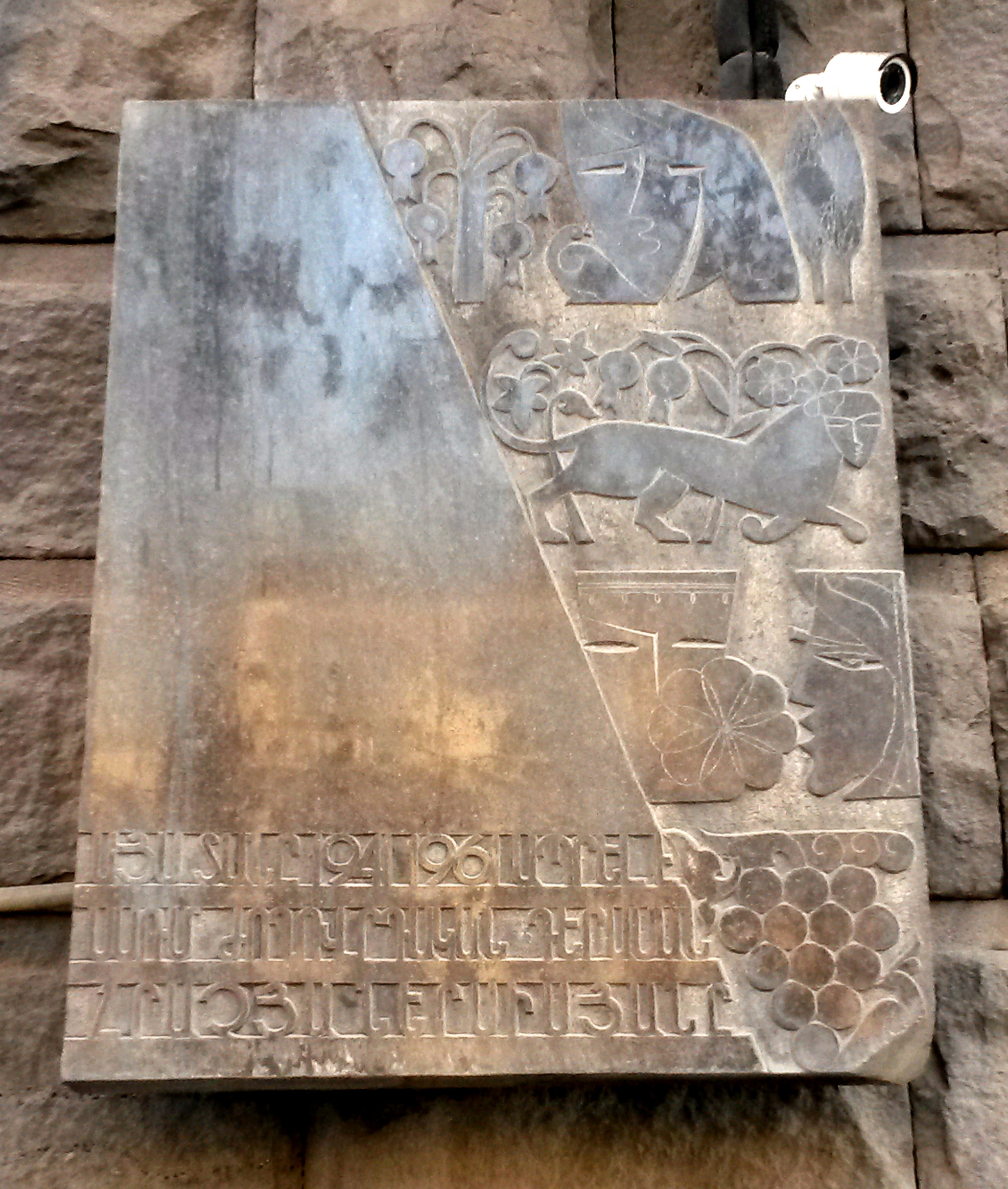

## Звания и награды
- Заслуженный артист Армянской ССР (1932)[8]
- Народный артист Армянской ССР (1939)
- Народный артист СССР (1956)
- Сталинская премия второй степени (1941) — за исполнение роли Акопяна в фильме «Зангезур»
- Орден Ленина (1944)[3] — за исполнение заглавной роли в фильме «Давид-Бек»
- Орден «Знак Почёта» (1939)
- Медаль «За доблестный труд в Великой Отечественной войне 1941—1945 гг.»
- Медали
- Всесоюзный кинофестиваль (Диплом, фильм «Сердце поет», Москва, 1958).

## Творчество

### Роли в театре
- 1924 — «Гамлет» У. Шекспира — Гамлет
- 1926 — «Заговор Фиеско в Генуе» Ф. Шиллера — Веррина
- 1927 — «Любовь Яровая» К. А. Тренёва — Кошкин[6]
- 1927 — «Дядя Багдасар» А. О. Пароняна — Кипар
- 1927 — «Метель» по А. С. Пушкину — Владимир
- 1928 — «Любовь под вязами» Ю. О’Нила — Эфраим Кэбот
- 1928 — «Разлом» Б. А. Лавренёва — Берсенев[3]
- 1928 — «Бронепоезд 14-69» В. В. Иванова — Вершинин
- 1929 — «Ярость» по Е. Г. Яновскому — Симон
- 1929 — «Доходное место» А. Н. Островского — Жадов
- 1930 — «В кольце» В. Б. Вагаршяна — Мелик-ага
- 1932 — «Страх» А. Н. Афиногенова — Бородин
- 1933 — «Макбет» У. Шекспира — Макбет
- 1935 — «Платон Кречет» А. Е. Корнейчука — Платон Кречет
- 1935 — «Гроза» А. Н. Островского — Дикой
- 1939 — «Из-за чести» А. М. Ширванзаде — Элизбаров
- 1939 — «Виндзорские насмешницы» У. Шекспира — Фальстаф
- 1940 — «Отелло» У. Шекспира — Отелло
- 1942 — «Русские люди» К. М. Симонова — Сафонов
- 1949 — «Маскарад» М. Ю. Лермонтова — неизвестный
- 1951 — «Живой труп» Л. Н. Толстого — Протасов
- 1953 — «Король Лир» У. Шекспира — Лир
- 1954 — «Дядя Багдасар» А. О. Пароняна — Багдасар
- 1954 — «Освобождённый Дон Кихот» А. В. Луначарского — Дон Кихот
- 1961 — «Моё сердце в горах» У. Сарояна — Мак-Грегор
- «Геворг Марзпетуни» Мурацана — Геворг Марзпетуни
- «Русский вопрос» К. М. Симонова — Боб Мерфи
- «Красное ожерелье» Л. М. Сагателяна — Навас
- «Любовь на рассвете» Я. А. Галан — Стефан
- «Илья Головин» С. В. Михалкова — Илья Головин
- «Под одной крышей» Г. М. Боряна — дед Артин
- «Далёкое» А. Н. Афиногенова — Малько.

### Фильмография
- 1926 — Зарэ — Сайдо, пастух
- 1926 — Намус — Рустам
- 1927 — Хас-пуш — Рза
- 1928 — Дом на вулкане — Петрос, тартальщик
- 1929 — Гашим
- 1930 — Вор — инженер Арутюнов
- 1931 — Кикос — Арам
- 1932 — Мексиканские дипломаты — Спарапет Сако
- 1932 — Курды-езиды — Джамал
- 1932 — Две ночи — капитан Беноян
- 1933 — Дитя солнца — кулак
- 1933 — Свет и тени — кулак
- 1934 — Гикор — Амбо
- 1935 — Пэпо — Пэпо, рыбак
- 1937 — Шесть залпов — Акоп
- 1937 — Каро — Налбандян
- 1938 — Зангезур — Акопян
- 1938 — Севанские рыбаки — Анес
- 1941 — Кровь за кровь (короткометражный) — дед
- 1942 — Дочка (короткометражный) — машинист Григор
- 1943 — Давид Бек — Давид-Бек
- 1947 — Анаит — Нуреддин
- 1949 — Девушка Араратской долины — репатриант
- 1954 — Мелочь (короткометражный) — пожарный
- 1954 — Смотрины (короткометражный) — Вардан
- 1955 — Призраки покидают вершины — Ваган
- 1955 — В поисках адресата — Гаспарян
- 1956 — Тропою грома — Сэм
- 1956 — Сердце поёт — Гариб
- 1956 — Из-за чести — Андреас Элизбаров
- 1957 — Лично известен — отец Медеи
- 1957 — Кому улыбается жизнь — отец Левона
- 1958 — Песня первой любви — Тигран Варунц, отец Арсена
- 1959 — О чём шумит река — Атанас Гамбарян
- 1959 — Её фантазия — винодел
- 1960 — Северная радуга — епископ Нерсес
- 1960 — Голоса нашего квартала — гражданин
- 1961 — Тжвжик (короткометражный) — Нерсес-ахпар
- 1961 — Перед рассветом — дед Артин